# Parque Amado Bonpland
El parque municipal Amado Bonpland es una pequeña área natural protegida ubicada en la localidad de General Alvear, en el departamento Oberá, en la provincia de provincia de Misiones, en la mesopotamia argentina.
Se creó mediante la Ordenanza Municipal n.º 13 del año 1989 con el objetivo de preservar una pequeña superficie de 2 ha aproximadamente en la posición 27°29′S 55°08′O / -27.483, -55.133, que conserva las características propias de la selva paranaense y destinarla a fines educativos y recreativos.

La región que rodea el parque está fuertemente modificada por la acción humana, fundamentalmente por la práctica de actividades vinculadas a la producción de te y más recientemente a la piscicultura.
El parque debe su nombre al naturalista y botánico francés Aimé Bonpland, cuyos trabajos en la región son ampliamente reconocidos.
La escasa superficie, la carencia de un control efectivo y básicamente la fuerte antropización del entorno son factores que impactan negativamente en el ambiente del parque. Aun así, resulta el hábitat apropiado para un gran número de aves y pequeños roedores como el serelepe (Sciurus ingrami).